# 车府增十五
蝎虎座16（车府增十五），又名BD+40 4949，HD 216916、SAO 52512、HR 8725，是蝎虎座的一颗恒星，视星等为5.59，位于銀經100.92，銀緯-16.3，其B1900.0坐标为赤經22h 51m 49.6s，赤緯+41° -16.3′ 12″。